# Австро-Германский почтовый союз
Австро-германский почтовый союз (нем. Deutsch-Österreichischer Postverein, буквально «германско-австрийская почтовая ассоциация») — союз почтовых систем Австрийской империи и германских государств до их объединения в империю. Союз был создан 1 июля 1850 года. Административные предпосылки уже были заложены Германским таможенным союзом (нем. Zollverein), учреждённым в 1834 году. 18 октября 1847 года по предложению Пруссии и Австрии представители собрались на Германскую почтовую конференцию в Дрездене. Только 6 апреля 1850 года Пруссия и Австрия, которых задержала сложившаяся политическая ситуация, заключили договор об учреждении Германо-австрийского почтового союза в Берлине.

## История

### Предпосылки
Бавария напечатала свои первые почтовые марки в 1849 году. С 1835 года здесь была открыта первая железная дорога, в 1849 году уже было проложено 6000 км рельсовых путей. Прогресс шёл своим чередом. Экономическое возрождение почти всех отраслей экономики потребовало хорошо налаженной почты, чего нельзя было достичь при существовании небольших государств. Возникла потребность в компактном экономическом районе.
Германский таможенный союз (нем. Zollverein), основанный в 1834 году, уже обеспечил необходимые административные предпосылки. До 1840 года 23 государства, насчитывающие более чем 80 % населения, объединились под руководством Пруссии, отменив таможенные и торговые барьеры. Австрия хотела подорвать Германский таможенный союз с помощью защитных пошлин. И наконец, что не менее важно, со вступлением Ганновера Таможенный союз стал приверженцем промышленной революции. Единый экономический регион требовал создания единой почтовой системы, поэтому учреждение Германско-австрийского почтового союза сыграло важную роль.
Разнообразие существующих почтовых систем охватывало все аспекты почтового законодательства, почтовую монополию, почтовые ограничения, гарантийные отношения, особые привилегии почтовых систем и санкции. Конечно, оно затрагивало тарифы на все виды почтовых отправлений, свободу почтовых отправлений, транзитные отношения, доставку почты, а также обработку почтовых отправлений. Обзор в табличном формате действующего законодательства, касающегося почтовой монополии и почтовых ограничений в различных немецких государствах, который был подготовлен к конференции, состоял из 7 убористых печатных страниц форматом в пол-листа. Что касается тарифов, то были различия в формулировках тарифов, в единых ставках, а также в тарифных категориях. В некоторых государствах тариф за пересылку писем состоял из двух категорий, в других государствах — из тридцати категорий в зависимости от расстояния и веса. Вдобавок было разнообразие мерных миль, монет и весов.
- Например, вес простого письма составлял ½ венского лота в Австрии, ¾ прусского лота в Пруссии, ½ баварского лота в Баварии, 12½ грамм в Саксонии, ¾ кельнского лота в Ганновере, ½ — 1 кельнский лот в Вюртемберге, ¾ кельнского лота в Бадене, 10 грамм в Люксембурге, 1 кельнский лот в Мекленбург-Шверине, ¾ кельнского лота в Мекленбург-Стрелице, 1 кельнский лот в Ольденбурге, ¾ — 1 кельнский лот в Гольштейне и Лауэнбурге и т. д. Для почтового отправления, которое пересылалось через несколько регионов, все эти различия необходимо было учитывать при расчете окончательного почтового сбора. Австрия предложила вес 8,75 г, Пруссия 12 г, Бавария 15,6 г и Саксония 15 г. Они договорились о том, что 1 лот Vereinsgewicht (веса союза) = 15,6 г исключительно. В договоре о почтовом союзе он был фактически сохранён, но определялся как 1/30 Zollpfund (таможенного фунта) за каждый шаг увеличения веса письма.

### Почтовая конференция
Из-за этих условий, затрудняющих пересылку, рано возникла идея создания единой почтовой системы Германии. 18 октября 1847 года, после нескольких тщетных усилий, представители германских почтовых администраций по предложению Пруссии и Австрии собрались на Германскую почтовую конференцию в Дрездене, чтобы обсудить ситуацию с почтой в германских государствах и проработать условия создания Германского почтового союза. Переговоры, на 37 заседаниях которых присутствовали все представители всех почтовых администраций Германии, продолжались до 3 февраля 1848 года.
Самой неотложной задачей считалось упрощение почтового сбора. Бавария предложила тариф в 6 крейцеров за каждое письмо, Австрия хотела трехступенчатый тариф, а Пруссия — даже пятиступенчатый. Самым привлекательным выглядело предложение Баварии, но считалось, что он не сможет покрыть расходы на почтовую службу или дешёвое использование железной дороги.
Рассматривалось введение специальной почтовой валюты в качестве монеты почтового союза, но не было принято. Единицей измерения должен был стать один Posttaler (почтовый талер), эквивалентный 12-й части чистого серебра Кельнской марки<ref name="Posttaler"> количеством марок. Оно также регулирует гарантии в отношении заказных почтовых отправлений, посылок, отправлений с объявленной стоимостью и состоящий из 100 крейцеров.
После того, как политическая ситуация вначале затормозила дальнейшую реализацию этой идеи, Пруссия и Австрия всё же возобновили переговоры и 6 апреля 1850 года в Берлине заключили договор об учреждении Германо-австрийского почтового союза.

### Союз

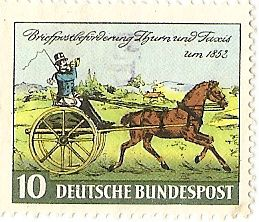
Доставка писем почтой Турн-и-Таксис в 1852 г.

Первоначально союз должен был появиться 1 мая 1850 года, но дату пришлось перенести на 1 июля 1850 года. Помимо двух государств-учредителей, к нему уже присоединились Королевское правительство Баварии, Королевское правительство Саксонии, Правительство Великого Герцогства Мекленбург-Шверин, Правительство Великого Герцогства Мекленбург-Стрелиц и Главное почтовое управление Шлезвиг-Гольштейна. Целью договора была нем. «die Feststellung gleichmäßiger Bestimmungen für die Taxierung und postalische Behandlung der Brief- und Fahrpost-Sendungen, sowie für die Regulierung der Transit-Verhältnisse nicht nur für die beiderseitigen Landesgebiete, sondern womöglich für das gesamte Deutsche Bundesgebiet» («декларация о единообразном регулировании тарифов и почтовой обработке писем и перевозимых грузов, а также регулировании транзитных отношений не только для обоих этих государств, но и, по возможности, для всей федеральной территории Германии»).
- В 1851 году к союзу присоединились:

- - 1 мая княжеское почтовое управление Турн-и-Таксис и правительство Великого герцогства Баден,
  - 1 июня королевское правительство Ганновера,
  - 1 сентября королевское правительство Вюртемберга,
  - 1 октября курфюшество Гессен, герцогство Нассау,
  - 1 декабря вольный ганзейский город Бремен .
- 1 января 1852 года к почтовому союзу присоединились правительство Великого герцогства Люксембург, герцогство Брауншвейг, вольный ганзейский город Любек и правительство Великого герцогства Ольденбург.

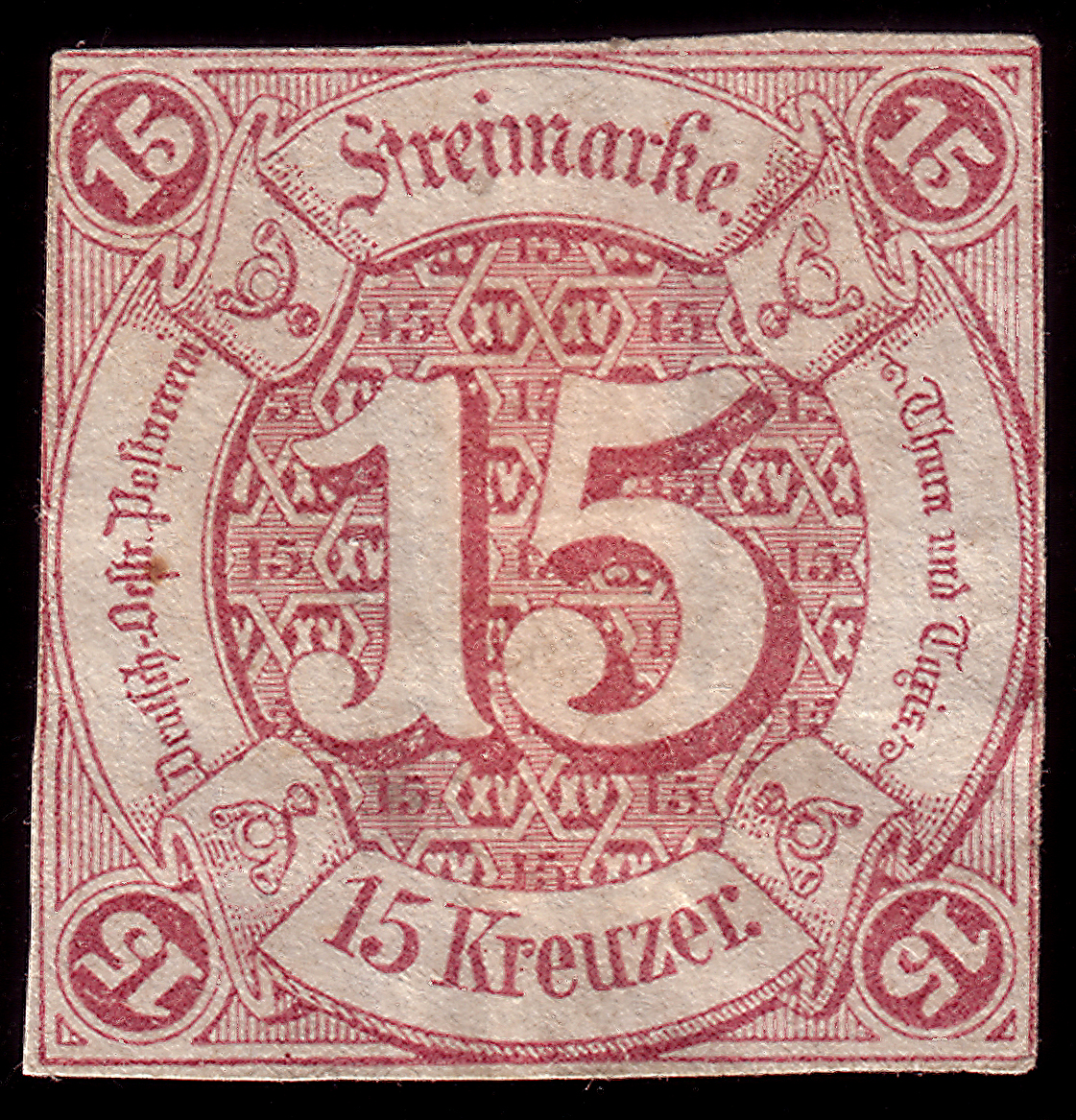
Почтовая марка Турн-и-Таксис 1859 г.

Только почтовый союз был единой почтовой территорией для пересылки корреспонденции. За письма, печатные издания (нем. Kreuzbandsendungen), пробы и образцы, а также за доставку газет по почте взимались коллективные почтовые сборы в (взаимном) почтовом обмене союза. Что касается писем, проб и образцов, то их стоимость соответствовала весу отправления и расстоянию от места отправки до места назначения, измеренному по прямой. Каждая почтовая администрация должна была получать плату за письма, отправленные из ее почтовых отделений, во взаимном почтовом обмене. Фактически договор предусматривал свободу пересылки, но не то, что она должна быть бесплатной. Получение вознаграждения за транзитную письменную корреспонденцию, которое причиталось отдельным почтовым администрациям, специально регулировалось договором. Для свободы взимания почтовых сборов был предусмотрен регламент. В статье 7 договора впервые появилось выражение нем. «Wechselverkehr der Postvereinsstaaten» (взаимный почтовый обмен государств почтового союза).
Генрих фон Стефан писал:

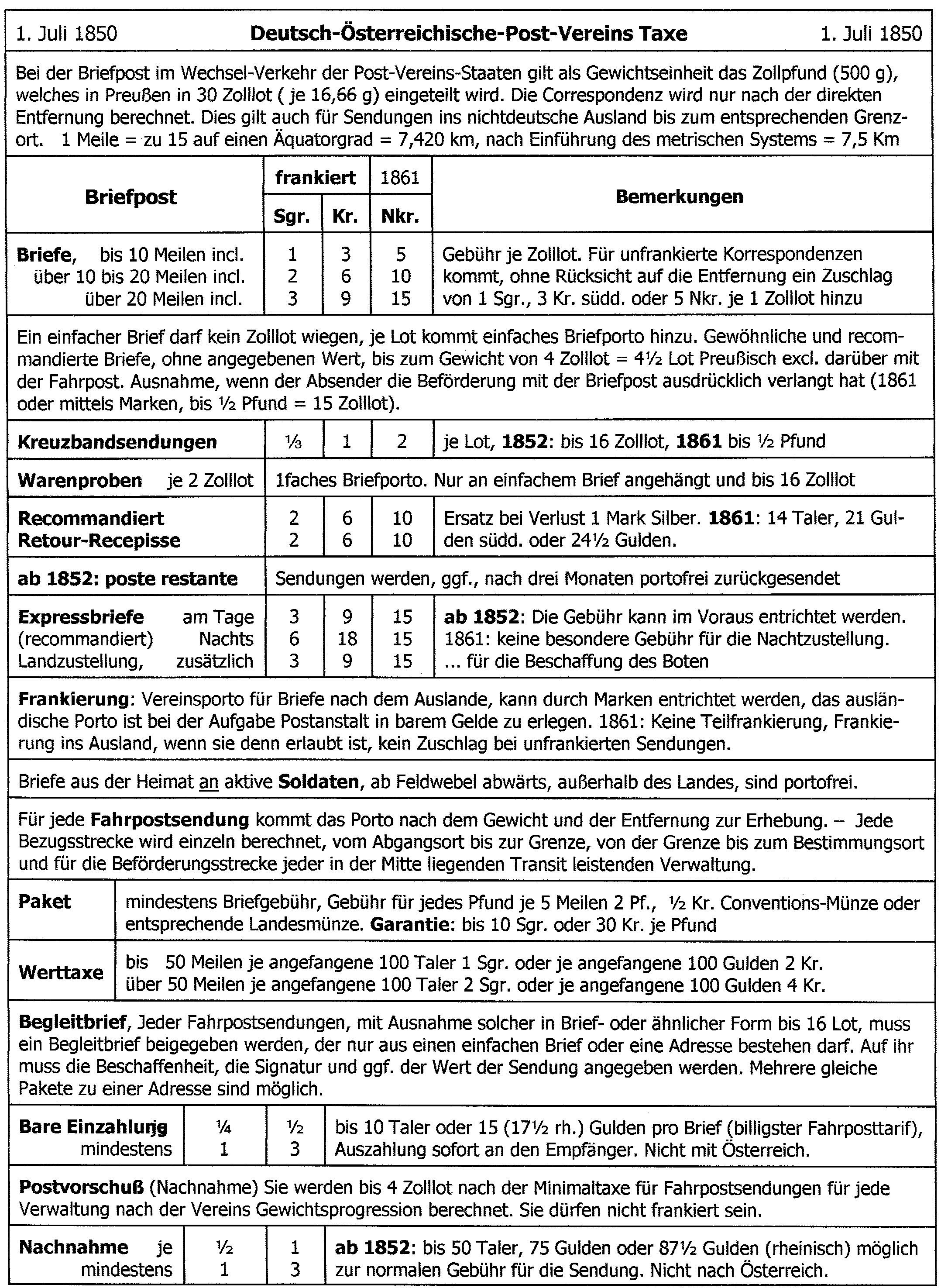
1850 г. — тарифы на пересылку писем Германо-австрийского почтового союза

Тариф на пересылку писем распространялся на всю территорию союза. Было предусмотрено исключение: «За доставку писем между двумя пунктами, для которых в настоящее время существует более низкий почтовый сбор, этот почтовый сбор может применяться в дальнейшем после согласования с заинтересованными почтовыми администрациями». Что касается указания сбора в крейцерах, то взимались крейцеры или имперская валюта, в зависимости от валюты соответствующего государства. Этот регламент сохранился и после введения новой денежной единицы: 2 октября 1858 года Австрия ввела [[Крейцер (денежная единица)|нем. Neukreuzer]] (новый крейцер).
- Переписка всех членов правящих семей государств союза доставлялась без оплаты почтовых сборов на всей территории союза. Дополнительная корреспонденция, касающаяся простых государственных служб, а также служебная корреспонденция почтовых администраций и почтовых отделений, также доставлялась без оплаты почтовых сборов.
- Никаких новых почтовых сборов за возврат или дальнейшую пересылку письма не взималось.
- Помимо указанных в таблице пошлин взимать новые пошлины было запрещено: они допускались только в качестве платы за заказ. Не запрещалась денежное вознаграждение за дополнительные услуги (например, за заказ пересылки курьером).
- Почтовые отправления, адресованные в зарубежные страны, подпадали под такой же режим, что и пересылка внутри союза. Дополнительные почтовые сборы за письма без марок не применялись.

Для посылок объявление стоимости было необходимо только при отправке ценностей. Возмещение за утерянную простую посылку было установлено в размере 10 зильбергрошей или 30 крейцеров за фунт веса. Почтовый сбор составлял 2 пфеннига за фунт, минимальным был почтовый сбор за пересылку письма. При взаимной передаче перевозимой почты почтовый сбор рассчитывался исходя из расстояний между почтовыми границами, а также между пунктами отправки и назначения. Для тарификации почтовых отправлений были организованы пограничные пункты отправлений, до которых и от которых взаимно производился расчет и получение почтового сбора. Поэтому складывались минимум два расстояния. Для расчета стоимости пересылки транзитных отправлений по нескольким транзитным маршрутам количество миль пришлось сократить до средних расстояний.
Для каждого перевозимого почтового отправления почтовый сбор рассчитывался по весу, почтовый сбор за ценность взимался только в том случае, если отправление было с объявленной ценностью. Для каждого тарифицированного маршрута минимальным весовым почтовым сбором считался почтовый сбор за пересылку писем. За все почтовые отправления, для которых производился расчет более высокого почтового сбора в связи с применением весового тарифа, взималось: за каждый фунт за каждые 5 миль ½ крейцера или 2 Silberpfennig или соответствующая стоимость в валюте данной страны. Но за тяжелые письма соответствующий почтовый сбор приходилось взимать в соответствии с тарифом за письмо или за перевозимую почту. Отправка почтовых отправлений без марок или с полностью наклеенными марками до места назначения была необязательной. Сумма почтового сбора рассчитывается специально с учетом вышеупомянутых правил тарификации по маршруту доставки каждой отдельной администрации. Возврат и досыл почтовых отправлений облагаются сбором за маршрут доставки туда и обратно.
За пересылку ценностей взималось: на расстояние до 50 миль за каждые 100 гульденов — 2 крейцера и за каждые 100 талеров — 1 зильбергрош, свыше 50 миль за каждые 100 гульденов — 4 крейцера и за каждые 100 талеров — 2 зильбергроша, с примечанием, что за меньшую ценность следовало взимать сбор как за полную сотню. Получатель мог сам объявить стоимость почтового отправления. Возврат осуществлялся согласно объявленной стоимости. Для других посылок возвращались максимум 10 зильбергрошей соотв. 30 крейцерам за фунт веса. «Настоящий договор вступает в силу 1 июля 1850 года. Он действует до конца 1860 года, а затем с оговоркой об уведомлении за год».

### Пересмотренный договор
Первая конференция состоялась в 1851 году в Берлине; там 5 декабря 1851 года был подписан пересмотренный договор о Почтовом союзе между Австрией, Пруссией, Баварией, Саксонией, Ганновером, Вюртембергом, Баденом, Гольштейном, Люксембургом, Брауншвейгом, Мекленбург-Шверином, Мекленбург-Стрелицем, Ольденбургом, Любеком, Гамбургом и почтовой администрацией Турн-и-Таксис. В Германском почтовом союзе (нем. «Deutsche Posterein»), как его с тех пор называли, не была предусмотрена перевозимая почта.
Примечательные положения этого договора:
- Гарантия свободы транзита почтовых отправлений с умеренным возмещением за транзит;
- введение единообразного почтового тарифа за пересылку писем с разбивкой по трем расстояниям;
- снижение почтового сбора за печатные издания и коммерческие образцы;
- оплата почтового сбора стандартными марками;
- посредничество при заказе газет;
- увековечивание политических границ в отношении перевозимой почты, фактически посылок, таким образом, что специальный почтовый сбор по-прежнему взимался за каждый почтовый регион.

### Первое дополнение к пересмотренному договору
В 1855 году в Вене состоялась еще одна конференция. На этой конференции был согласован регламент союза. Была запрещена пересылка предметов, транспортировка которых была опасна. Этим дополнением регулировались транзитные сборы, доставка письменной корреспонденции и указывалось, как поступать с письмами без марок или с письмами с недостаточным количеством марок. Оно также регулировало гарантии в отношении заказных почтовых отправлений, посылок, отправлений с объявленной ценностью и многого другого.